# 週刊文春ミステリーベスト10
週刊文春ミステリーベスト10（しゅうかんぶんしゅんミステリーベストテン）は、文藝春秋発行の『週刊文春』年末発売号で発表される、推理小説のブック・ランキング。
1977年末に開始された。毎年の秀逸な推理小説を選定するアンケートを実施し、そのランキングを発表する。
| 年代                                        | 各年                                                                |
| ------------------------------------------- | ------------------------------------------------------------------- |
| 1970年代                                    | 1977 - 1978 - 1979                                                  |
| 1980年代                                    | 1980 - 1981 - 1982 - 1983 - 1984 - 1985 - 1986 - 1987 - 1988 - 1989 |
| 1990年代                                    | 1990 - 1991 - 1992 - 1993 - 1994 - 1995 - 1996 - 1997 - 1998 - 1999 |
| 2000年代                                    | 2000 - 2001 - 2002 - 2003 - 2004 - 2005 - 2006 - 2007 - 2008 - 2009 |
| 2010年代                                    | 2010 - 2011 - 2012 - 2013 - 2014 - 2015 - 2016 - 2017 - 2018 - 2019 |
| 2020年代                                    | 2020 - 2021 - 2022 - 2023 - 2024                                    |
| 概要 / 20世紀ベスト - 関連書籍 - 外部リンク |                                                                     |

## 概要
『週刊文春』1978年1月5日号に掲載された「1977年傑作ミステリー・ベスト10」が最初で、以来毎年掲載されている。
年を翌年表記にしている『このミステリーがすごい!』や『本格ミステリ・ベスト10』と異なり、『週刊文春』のランキングでは年が当年表記になっている。たとえば『週刊文春』の「2010ミステリーベスト10」（2010年12月9日号掲載）は2010年度（2009年11月 - 2010年10月）の書籍を対象としたランキングであり、『このミステリーがすごい! 2011年版』や『2011 本格ミステリ・ベスト10』と対応している。

### アンケート回答者および回答者数
当初は日本推理作家協会の会員のみにアンケートをとっていたが、1984年版よりアンケート枠が広げられ、その他の書評家や雑誌記者も加わった。2002年版からは書店員も投票に加わっている。これにともなって誌上で示されるキャッチコピーは以下のように変遷している。
- 1977-1994年版：「日本推理作家協会全会員（に）アンケート」
- 1995-2002年版：「日本推理作家協会全会員（、）ミステリー通大アンケート」
- 2003-2005年版：「日本推理作家協会員、ミステリー通、全国有力書店員が選ぶ!」
- 2006-2011年版：「全国のミステリー通、書店員が選ぶ!」

（括弧内の文字・記号は、ある場合とない場合がある）
アンケートの回答者数は1999年版で初めて示された（以下でランキングとともに示す）。日本の年度別ミステリーランキングの中では週刊文春のランキングがもっとも回答者数が多い。

### 部門
最初の6年間は日本の作品と翻訳作品とを分けていなかったが、1983年版より「国内部門」と「海外部門」の2つに分けてアンケートをとっている。
サントリーミステリー大賞を受賞して日本国内で出版された『死がお待ちかね』（ベゴーニャ・ロペス）および『死のフェニーチェ劇場』（ドナ・M・レオン）は翻訳作品だが、国内部門で扱われている。

### 対象となる書籍およびランキング掲載時期
対象となる書籍の発行日の変遷は以下のとおりである。
- 2000年版：前年12月1日 - 当年11月30日
- 2001年版：前年12月1日 - 当年11月15日
- 2002-2005年版：前年11月16日 - 当年11月15日
- 2006年版：前年11月16日 - 当年10月31日
- 2007年版以降：前年11月1日 - 当年10月31日

2007年版以降は『本格ミステリ・ベスト10』と同じく、前年11月から当年10月の発行書籍が対象となっている。対象となる期間が前倒しになったことでランキング掲載時期も当初より数週間早くなっている。
1999年以前については対象となる期間が誌上で示されていない。『このミステリーがすごい! 1994年版』（1993年12月）に掲載された匿名座談会では、週刊文春のミステリーランキングの対象期間は前年12月1日から当年11月25日であり、11月26日から30日までは「どちらの年度にも入らない空白の五日間」だとされている。

### 集計方法
1991年版以降は、回答者それぞれがトップ5を選び、それを1位が5点、2位4点、3位3点、4位2点、5位1点で集計している。それ以前については誌上で集計方法が示されていない。各作品の得点が示されるようになったのも1991年版からである。2005年版より、自作への投票は無効とされた。

### 順位の発表
何位まで発表されるかは年度によってばらつきがある。
- 1977-1982年版：ベスト10および「次点」を発表
- 1983-1990年版：ベスト10のみ発表
- 1991-1997年版：ベスト10および「次点」を発表
- 1998年版：ベスト15を発表
- 1999-2001年版：ベスト30を発表
- 2002年版：ベスト15を発表
- 2003-2005年版：ベスト10および「次点」を発表
- 2006-2009年版：ベスト10のみ発表
- 2010・2011年版：ベスト20を発表

### インタビュー記事の掲載
2005年版以降、国内部門1位の作者へのインタビューの掲載が恒例となっている。また2010年版以降は海外部門1位の作者のコメントも掲載されている。

## 各年の結果

### 1970年代

#### 1977年
1978年1月5日号掲載
1. シャドー81（ルシアン・ネイハム）
2. 燃えつきる日々（海渡英祐）
3. 野性の証明（森村誠一）
百万ドルをとり返せ!（ジェフリー・アーチャー）
4. 透明な季節（梶龍雄）
5. 呪われた町（スティーヴン・キング）
視線（石沢英太郎）
6. 七色の密室（佐野洋）
ママは何でも知っている（ジェイムズ・ヤッフェ）
事件（大岡昇平）
スティーム・ピッグ（ジェイムズ・マクルーア）

#### 1978年
1979年1月4日号掲載
1. ぼくらの時代（栗本薫）
2. 大誘拐（天藤真）
大統領に知らせますか?（ジェフリー・アーチャー）
3. 富豪刑事（筒井康隆）
4. 21人の視点（石沢英太郎）
三毛猫ホームズの推理（赤川次郎）
コーマ -昏睡-（ロビン・クック）
5. 幽霊列車（赤川次郎）
6. 寝台特急殺人事件（西村京太郎）
スターリン暗殺計画（檜山良昭）
病院坂の首縊りの家（横溝正史）

#### 1979年
1980年1月3日号掲載
1. プラハからの道化たち（高柳芳夫）
2. 消されかけた男（ブライアン・フリーマントル）
3. 誰かが見ている（メアリ・ヒギンズ・クラーク）
4. エヴァ・ライカーの記憶（ドナルド・A・スタンウッド）
5. 沈黙の函（鮎川哲也）
6. ヒューマン・ファクター（グレアム・グリーン）
方丈記殺人事件（斎藤栄）
7. 暗殺名はフェニックス（エイモス・アーリチァ&イーライ・ランドウ）
8. スクールボーイ閣下（ジョン・ル・カレ）
ナポレオン狂（阿刀田高）

### 1980年代

#### 1980年
1981年1月1・8日号掲載
1. 猿丸幻視行（井沢元彦）
2. 盲目の鴉（土屋隆夫）
3. 悪魔の選択（フレデリック・フォーサイス）
4. 絃の聖域（栗本薫）
5. 湯殿山麓呪い村（山村正夫）
6. 針の眼（ケン・フォレット）
7. 悪霊島（横溝正史）
8. 花嫁のさけび（泡坂妻夫）
9. 戻り川心中（連城三紀彦）
10. 紳士同盟（小林信彦）

#### 1981年
1982年1月7日号掲載
1. 原子炉の蟹（長井彬）
2. この子の七つのお祝いに（斎藤澪）
3. 遠きに目ありて（天藤真）
4. ペトログラード行封印列車（オーエン・セラー）
5. 十万分の一の偶然（松本清張）
6. パンドラ抹殺文書（マイケル・バー＝ゾウハー）
7. コンピュータの身代金（三好徹）
8. スマイリーと仲間たち（ジョン・ル・カレ）
9. ホッグ連続殺人（ウィリアム・L・デアンドリア）
10. 死角（ビル・プロンジーニ）

#### 1982年
1983年1月6日号掲載
1. 焦茶色のパステル（岡嶋二人）
2. ゴーリキー・パーク（マーティン・クルーズ・スミス）
3. 黄金流砂（中津文彦）
4. Wの悲劇（夏樹静子）
A-10奪還チーム出動せよ（スティーヴン・L・トンプスン）
5. マンハッタン特急を探せ（クライブ・カッスラー）
6. 超音速漂流（トマス・ブロック）
7. 燃えた花嫁（山村美紗）
帝王（フレデリック・フォーサイス）
開幕ベルは華やかに（有吉佐和子）

#### 1983年
1984年1月5日号掲載
国内部門
1. 写楽殺人事件（高橋克彦）
2. 虹へ、アヴァンチュール（鷹羽十九哉）
3. あした天気にしておくれ（岡嶋二人）
桜子は帰ってきたか（麗羅）
4. ホック氏の異郷の冒険（加納一朗）
5. モナ・リザの身代金（三好徹）
6. 檻（北方謙三）
7. 訃報は午後二時に届く（夏樹静子）
アガサ・クリスティ殺人事件（河野典生）
8. 妖女のねむり（泡坂妻夫）

海外部門
1. 摩天楼の身代金（リチャード・ジェサップ）
2. 偽のデュー警部（ピーター・ラヴゼイ）
3. 赤の広場（エドゥアルド・トーポリ & フリードリヒ・ニェズナンスキイ）
4. オールド・ディック（L・A・モース）
5. ペテルブルグから来た男（ケン・フォレット）
6. 脅迫（ビル・プロンジーニ）
7. マダム・タッソーがお待ちかね（ピーター・ラヴゼイ）
8. クージョ（スティーヴン・キング）
リトル・ドラマー・ガール（ジョン・ル・カレ）
子供たちの夜（トマス・チャステイン）

#### 1984年
1985年1月3・10日号掲載
国内部門
1. 運命交響曲殺人事件（由良三郎）
2. 天女の末裔（鳥井加南子）
3. 漱石と倫敦ミイラ殺人事件（島田荘司）
4. 山猫の夏（船戸与一）
5. 獅子座（藤雪夫、藤桂子）
6. 懐かしき友へ（井上淳）
7. 死びとの座（鮎川哲也）
8. 私という名の変奏曲（連城三紀彦）
最後に愛を見たのは（夏樹静子）
9. 花嫁は二度眠る（泡坂妻夫）

海外部門
1. 復讐法廷（ヘンリー・デンカー）
第四の核（フレデリック・フォーサイス）
2. 警察署長（スチュアート・ウッズ）
3. 暗殺者（ロバート・ラドラム）
4. 酔いどれの誇り（ジェイムズ・クラムリー）
5. テロリストに薔薇を（ジャック・ヒギンズ）
6. ロウフィールド館の惨劇（ルース・レンデル）
7. 真夜中の相棒（テリー・ホワイト）
八百万の死にざま（ローレンス・ブロック）
8. 反撃（ブライアン・ガーフィールド）

#### 1985年
1986年1月2・9日号掲載
国内部門
1. 放課後（東野圭吾）
2. 見返り美人を消せ（石井竜生・井原まなみ）
モーツァルトは子守唄を歌わない（森雅裕）
3. 北の夕鶴2/3の殺人（島田荘司）
4. 名なし鳥飛んだ（土井行夫）
5. チョコレートゲーム（岡嶋二人）
6. 神話の果て（船戸与一）
背いて故郷（志水辰夫）
7. 雨はいつまで降り続く（森詠）
8. 夏、19歳の肖像（島田荘司）

海外部門
1. ハメット（ジョー・ゴアズ）
2. ダンシング・ベア（ジェイムズ・クラムリー）
3. 血の絆（A・J・クィネル）
4. 恐怖の誕生パーティ（ウィリアム・カッツ）
5. 大統領失明す（ウィリアム・サファイア）
殺人詩篇（ウィル・ハリス）
荒野の絞首人（ルース・レンデル）
「禍いの荷を負う男」亭の殺人（マーサ・グライムズ）
6. 狂気のモザイク（ロバート・ラドラム）
7. 刑事コワルスキーの夏（テリー・ホワイト）

#### 1986年
1987年1月1・8日号掲載
国内部門
1. 花園の迷宮（山崎洋子）
2. 百舌の叫ぶ夜（逢坂剛）
3. キャッツアイころがった（黒川博行）
4. カディスの赤い星（逢坂剛）
5. 火刑都市（島田荘司）
6. 謀殺のメッセージ（松村喜雄）
7. 源氏物語人殺し絵巻（長尾誠夫）
8. 二重裁判（小杉健治）
9. コンピュータの熱い罠（岡嶋二人）
死者の威嚇（小杉健治）
わが郷愁のマリアンヌ（夏樹静子）

海外部門
1. グリッツ（エルモア・レナード）
2. 女刑事の死（ロス・トーマス）
3. 消えた女（マイクル・Z・リューイン）
レッド・オクトーバーを追え（トム・クランシー）
レッド・フォックス消ゆ（アンソニー・ハイド）
4. すげ替えられた首（ウィリアム・ベイヤー）
5. 大きな枝が折れる時（ジョナサン・ケラーマン）
ロシア皇帝の密約（ジェフリー・アーチャー）
6. 樹海戦線（J・C・ポロック）
源にふれろ（ケム・ナン）

#### 1987年
1988年1月7日号掲載
国内部門
1. 猛き箱舟（船戸与一）
2. 土壇場でハリー・ライム（典厩五郎）
3. 時のアラベスク（服部まゆみ）
4. 絆（小杉健治）
5. 風のターン・ロード（石井敏弘）
6. しあわせの書（泡坂妻夫）
北斎殺人事件（高橋克彦）
7. 十角館の殺人（綾辻行人）
8. 悪人は三度死ぬ（大谷羊太郎）
網走発遙かなり（島田荘司）

海外部門
1. レッド・ストーム作戦発動（トム・クランシー）
2. 眠れる犬（ディック・ロクティ）
3. ヴァチカンからの暗殺者（A・J・クィネル）
刑事の誇り（マイクル・Z・リューイン）
4. 苦い林檎酒（ピーター・ラヴゼイ）
パーフェクト・スパイ（ジョン・ル・カレ）
5. ストライク・スリーで殺される（リチャード・ローゼン）
6. 最後に笑った男（ブライアン・フリーマントル）
7. 長く孤独な狙撃（パトリック・ルエル）
8. 噛みついた女（デイヴィッド・L・リンジー）

#### 1988年
1989年1月5日号掲載
国内部門
1. 黄昏のベルリン（連城三紀彦）
2. 白色の残像（坂本光一）
3. 漂流裁判（笹倉明）
4. ぼくと、ぼくらの夏（樋口有介）
5. 伝説なき地（船戸与一）
ベルリン飛行指令（佐々木譲）
6. そして夜は甦る（原尞）
7. 99%の誘拐（岡嶋二人）
8. 五つの棺（折原一）
9. 切り裂きジャック・百年の孤独（島田荘司）
魔球（東野圭吾）

海外部門
1. 推定無罪（スコット・トゥロー）
2. 夢果つる街（トレヴェニアン）
3. 亡命者はモスクワをめざす（ブライアン・フリーマントル）
4. 死の味（P・D・ジェイムズ）
5. 夜の闇の中へ（コーネル・ウールリッチ著、ローレンス・ブロック補綴）
6. アムトラック66列車強奪（クリストファー・ハイド）
透明人間の告白（H・F・セイント）
引き攣る肉（ルース・レンデル）
7. 黄金（ディック・フランシス）
8. 狐たちの夜（ジャック・ヒギンズ）
二度殺された女（ドロシー・ユーナック）

#### 1989年
1990年1月4・11日号掲載
国内部門
1. 不安な産声（土屋隆夫）
2. 私が殺した少女（原尞）
3. 浅草エノケン一座の嵐（長坂秀佳）
4. 奇想、天を動かす（島田荘司）
5. 死がお待ちかね（ベゴーニャ・ロペス）
遠い国からの殺人者（笹倉明）
6. クラインの壺（岡嶋二人）
倒錯のロンド（折原一）
7. エトロフ発緊急電（佐々木譲）
8. ワイングラスは殺意に満ちて（黒崎緑）

海外部門
1. ネゴシエイター（フレデリック・フォーサイス）
2. 羊たちの沈黙（トマス・ハリス）
3. 殺人劇場（ジョナサン・ケラーマン）
古い骨（アーロン・エルキンズ）
4. 暗殺者を愛した女（ブライアン・フリーマントル）
5. 誓約（ネルソン・デミル）
フリーキー・ディーキー（エルモア・レナード）
6. 愛国者のゲーム（トム・クランシー）
殺意の団欒（ジェームズ・アンダースン）
7. 闇の奥へ（クレイグ・トーマス）

### 1990年代

#### 1990年
1991年1月3・10日号掲載
国内部門
1. 霧越邸殺人事件（綾辻行人）
2. 剣の道殺人事件（鳥羽亮）
3. 新宿鮫（大沢在昌）
4. 隠された帝 天智天皇暗殺事件（井沢元彦）
5. 暗闇坂の人喰いの木（島田荘司）
6. 灰色の仮面（折原一）
7. 殺人喜劇の13人（芦辺拓）
ロートレック荘事件（筒井康隆）
8. どこまでも殺されて（連城三紀彦）
9. レベル7（宮部みゆき）

海外部門
1. 薔薇の名前（ウンベルト・エーコ）
2. ブラック・ダリア（ジェイムズ・エルロイ）
3. 神が忘れた町（ロス・トーマス）
ミザリー（スティーヴン・キング）
4. 虎の眼（ウィルバー・スミス）
ロシア・ハウス（ジョン・ル・カレ）
5. カロライナの殺人者（デイヴィッド・スタウト）
策謀と欲望（P・D・ジェイムズ）
6. だれも知らない女（トマス・H・クック）
7. 直線（ディック・フランシス）

#### 1991年
1992年1月2・9日号掲載
国内部門
1. 毒猿 新宿鮫II（大沢在昌）
2. 連鎖（真保裕一）
3. 水晶のピラミッド（島田荘司）
4. 時計館の殺人（綾辻行人）
5. ナイト・ダンサー（鳴海章）
6. ウロボロスの偽書（竹本健治）
斜影はるかな国（逢坂剛）
7. 龍は眠る（宮部みゆき）
8. 覆面作家（折原一）
9. 死のフェニーチェ劇場（ドナ・M・レオン）

海外部門
1. 騙し屋（フレデリック・フォーサイス）
2. 標的（ディック・フランシス）
3. IT（スティーヴン・キング）
4. 8（エイト）（キャサリン・ネヴィル）
5. 悪魔が目をとじるまで（デイヴィッド・L・リンジー）
オックスフォード運河の殺人（コリン・デクスター）
6. 悪夢のバカンス（シャーリー・コンラン）
売国奴の持参金（フレデリック・フォーサイス）
7. 幻の終わり（キース・ピータースン）
8. ロセンデール家の嵐（バーナード・コーンウェル）

#### 1992年
1993年1月7日号掲載
国内部門
1. 火車（宮部みゆき）
2. 哲学者の密室（笠井潔）
3. 白く長い廊下（川田弥一郎）
4. 双頭の悪魔（有栖川有栖）
5. 六の宮の姫君（北村薫）
6. リヴィエラを撃て（髙村薫）
ダレカガナカニイル…（井上夢人）
7. 砕かれた鍵（逢坂剛）
8. 眩暈（島田荘司）
9. ななつのこ（加納朋子）

海外部門
1. 検屍官（パトリシア・コーンウェル）
2. 嘘、そして沈黙（デイヴィッド・マーティン）
3. 骨と沈黙（レジナルド・ヒル）
4. 法律事務所（ジョン・グリシャム）
5. 偽りの街（フィリップ・カー）
6. 倒錯の舞踏（ローレンス・ブロック）
7. 熱い街で死んだ少女（トマス・H・クック）
黄昏にマックの店で（ロス・トーマス）
8. ダーク・ハーフ（スティーヴン・キング）
9. マイン（ロバート・R・マキャモン）

#### 1993年
1994年1月6日号掲載
国内部門
1. マークスの山（髙村薫）
2. 顔に降りかかる雨（桐野夏生）
3. 無間人形 新宿鮫IV（大沢在昌）
4. 異人たちの館（折原一）
5. ガダラの豚（中島らも）
6. アトポス（島田荘司）
7. 屍蘭 新宿鮫III（大沢在昌）
8. キッド・ピストルズの妄想（山口雅也）
9. B・D・T 掟の街（大沢在昌）
10. 震源（真保裕一）

海外部門
1. 立証責任（スコット・トゥロー）
2. 森を抜ける道（コリン・デクスター）
3. ある詩人への挽歌（マイクル・イネス）
4. ストーン・シティ（ミッチェル・スミス）
最後の刑事（ピーター・ラヴゼイ）
5. ウォッチャーズ（ディーン・R・クーンツ）
6. 獣たちの墓（ローレンス・ブロック）
7. 音の手がかり（デイヴィッド・ローン）
8. 闇に踊れ!（スタンリイ・エリン）
9. 遺留品（パトリシア・コーンウェル）

#### 1994年
1995年1月5日号掲載
国内部門
1. 検察捜査（中嶋博行）
2. 照柿（髙村薫）
3. 沈黙の教室（折原一）
4. ミステリーズ（山口雅也）
5. 生者と死者 酩探偵ヨギガンジーの透視術（泡坂妻夫）
6. ストックホルムの密使（佐々木譲）
7. 姑獲鳥の夏（京極夏彦）
8. 化身（愛川晶）
9. プラスティック（井上夢人）
ヴィオロンのため息の 高原のD（五十嵐均）

海外部門
1. クリスマスのフロスト（R・D・ウィングフィールド）
2. シンプル・プラン（スコット・スミス）
3. 将軍の娘（ネルソン・デミル）
秘密の友人（アンドリュー・クラヴァン）
4. 氷の家（ミネット・ウォルターズ）
5. 依頼人（ジョン・グリシャム）
6. 草の根（スチュアート・ウッズ）
目は嘘をつく（ジェイン・スタントン・ヒッチコック）
7. 暗闇の薔薇（クリスチアナ・ブランド）
スワン・ソング（ロバート・R・マキャモン）
ナイト・マネジャー（ジョン・ル・カレ）

#### 1995年
1996年1月4・11日号掲載
国内部門
1. テロリストのパラソル（藤原伊織）
2. ホワイトアウト（真保裕一）
3. さらば長き眠り（原尞）
4. 魍魎の匣（京極夏彦）
5. パラサイト・イヴ（瀬名秀明）
6. 龍の契り（服部真澄）
7. 蝦夷地別件（船戸与一）
8. 炎蛹 新宿鮫V（大沢在昌）
9. 誘拐者（折原一）
10. らせん（鈴木光司）

海外部門
1. 女彫刻家（ミネット・ウォルターズ）
2. 少年時代（ロバート・R・マキャモン）
3. 有罪答弁（スコット・トゥロー）
4. 死者との誓い（ローレンス・ブロック）
5. 死者の長い列（ローレンス・ブロック）
6. LAコンフィデンシャル（ジェイムズ・エルロイ）
7. 告解（ディック・フランシス）
8. グリーンリバー・ライジング（ティム・ウィロックス）
9. 罪の段階（リチャード・ノース・パタースン）
10. ブラック・ハート（マイクル・コナリー）
遙か南へ（ロバート・R・マキャモン）

#### 1996年
1997年1月2・9日号掲載
国内部門
1. 不夜城（馳星周）
2. 左手に告げるなかれ（渡辺容子）
3. 蒲生邸事件（宮部みゆき）
4. 奪取（真保裕一）
5. 鉄鼠の檻（京極夏彦）
6. 絡新婦の理（京極夏彦）
7. 星降り山荘の殺人（倉知淳）
8. すべてがFになる（森博嗣）
名探偵の掟（東野圭吾）
9. 凍える牙（乃南アサ）

海外部門
1. 死の蔵書（ジョン・ダニング）
2. バースへの帰還（ピーター・ラヴゼイ）
3. 敵手（ディック・フランシス）
4. ホワイト・ジャズ（ジェイムズ・エルロイ）
5. 鉄の枷（ミネット・ウォルターズ）
6. 千尋の闇（ロバート・ゴダード）
7. ラスト・コヨーテ（マイクル・コナリー）
8. われらのゲーム（ジョン・ル・カレ）
9. 原罪（P・D・ジェイムズ）
10. 五匹の赤い鰊（ドロシー・L・セイヤーズ）

#### 1997年
1998年1月1・8日号掲載
国内部門
1. 死の泉（皆川博子）
2. OUT（桐野夏生）
3. 破線のマリス（野沢尚）
4. 黒い家（貴志祐介）
5. 逃亡（帚木蓬生）
6. 鎮魂歌 不夜城II（馳星周）
7. 氷舞 新宿鮫VI（大沢在昌）
8. 未明の悪夢（谺健二）
9. 嗤う伊右衛門（京極夏彦）
10. 冤罪者（折原一）

海外部門
1. 幻の特装本（ジョン・ダニング）
2. フロスト日和（R・D・ウィングフィールド）
3. グリーンマイル（スティーヴン・キング）
4. 蒼穹のかなたへ（ロバート・ゴダード）
5. 赤い右手（ジョエル・タウンズリー・ロジャーズ）
6. 猟犬クラブ（ピーター・ラヴゼイ）
7. ダーティホワイトボーイズ（スティーヴン・ハンター）
8. ザ・ポエット（マイクル・コナリー）
静寂の叫び（ジェフリー・ディーヴァー）
9. 眠りなき狙撃者（ジャン＝パトリック・マンシェット）

#### 1998年
1998年12月31日・1999年1月7日号掲載
国内部門
1. 理由（宮部みゆき）
2. レディ・ジョーカー（髙村薫）
3. 秘密（東野圭吾）
4. 屍鬼（小野不由美）
5. グランド・ミステリー（奥泉光）
6. 燃える地の果てに（逢坂剛）
7. 司法戦争（中嶋博行）
8. 塗仏の宴（宴の支度・宴の始末）（京極夏彦）
果つる底なき（池井戸潤）
9. 失踪者（折原一）

海外部門
1. 緋色の記憶（トマス・H・クック）
2. 闇に浮かぶ絵（ロバート・ゴダード）
3. 猿来たりなば（エリザベス・フェラーズ）
4. 五輪の薔薇（チャールズ・パリサー）
5. フリッカー、あるいは映画の魔（セオドア・ローザック）
6. ブラックライト（スティーヴン・ハンター）
7. ひとりで歩く女（ヘレン・マクロイ）
8. ビッグ・ピクチャー（ダグラス・ケネディ）
9. 黒と青（イアン・ランキン）
囚人同盟（デニス・リーマン）

#### 1999年
2000年1月6・13日号掲載、有効回答数164
国内部門
1. 白夜行（東野圭吾）
2. 永遠の仔（天童荒太）
3. 亡国のイージス（福井晴敏）
4. 柔らかな頬（桐野夏生）
5. バトル・ロワイアル（高見広春）
6. てのひらの闇（藤原伊織）
7. 盤上の敵（北村薫）
ボーダーライン（真保裕一）
8. 最悪（奥田英朗）
9. ハサミ男（殊能将之）

海外部門
1. ボーン・コレクター（ジェフリー・ディーヴァー）
2. 極大射程（スティーヴン・ハンター）
3. 死の記憶（トマス・H・クック）
4. パナマの仕立屋（ジョン・ル・カレ）
5. 夏草の記憶（トマス・H・クック）
6. 三人の名探偵のための事件（レオ・ブルース）
7. ボビーZの気怠く優雅な人生（ドン・ウィンズロウ）
8. 惜別の賦（ロバート・ゴダード）
9. クリスマスに少女は還る（キャロル・オコンネル）
10. 血の流れるままに（イアン・ランキン）

### 2000年代

#### 2000年
2000年12月28日号掲載、対象期間：1999年12月1日 - 2000年11月30日、回答数153
国内部門
1. 脳男（首藤瓜於）
2. 倒錯の帰結（折原一）
3. 動機（横山秀夫）
4. 新宿鮫 風化水脈（大沢在昌）
5. 虹の谷の五月（船戸与一）
6. 奇術探偵會我佳城全集（泡坂妻夫）
7. ジャンプ（佐藤正午）
8. オルファクトグラム（井上夢人）
9. ぼんくら（宮部みゆき）
10. 症例A（多島斗志之）
火蛾（古泉迦十）

海外部門
1. ハンニバル（トマス・ハリス）
2. 夜の記憶（トマス・H・クック）
3. サム・ホーソーンの事件簿（エドワード・D・ホック）
4. ポップ1280（ジム・トンプスン）
5. 悪魔の涙（ジェフリー・ディーヴァー）
囮弁護士（スコット・トゥロー）
Mr.クイン（シェイマス・スミス）
6. コフィン・ダンサー（ジェフリー・ディーヴァー）
7. 子供の眼（リチャード・N・パタースン）
わが心臓の痛み（マイクル・コナリー）

#### 2001年
2001年12月27日号掲載、対象期間：2000年12月1日 - 2001年11月15日、回答数181
国内部門
1. 模倣犯（宮部みゆき）
2. 13階段（高野和明）
3. ミステリ・オペラ 宿命城殺人事件（山田正紀）
4. 沈黙者（折原一）
5. 新本陣殺人事件（矢島誠、若桜木虔）
6. 邪魔（奥田英朗）
7. 闇先案内人（大沢在昌）
8. 超・殺人事件（東野圭吾）
時の密室（芦辺拓）
R.P.G.（宮部みゆき）

海外部門
1. 夜のフロスト（R・D・ウィングフィールド）
2. ミスティック・リバー（デニス・ルヘイン）
3. エンプティー・チェア（ジェフリー・ディーヴァー）
斧（ドナルド・E・ウェストレイク）
4. 騙し絵の檻（ジル・マゴーン）
5. 頭蓋骨のマントラ（エリオット・パティスン）
6. 神は銃弾（ボストン・テラン）
7. ジャンピング・ジェニィ（アントニイ・バークリー）
永遠に去りぬ（ロバート・ゴダード）
8. アメリカン・デス・トリップ（ジェイムズ・エルロイ）

#### 2002年
2002年12月26日号掲載、対象期間：2001年11月16日 - 2002年11月15日、回答数174
国内部門
1. 半落ち（横山秀夫）
2. 誘拐の果実（真保裕一）
3. 滅びのモノクローム（三浦明博）
4. オイディプス症候群（笠井潔）
奇偶（山口雅也）
5. 砂の狩人（大沢在昌）
6. GOTH リストカット事件（乙一）
7. 僧正の積木唄（山田正紀）
8. ロンド（柄澤齊）
9. 倒錯のオブジェ（折原一）

海外部門
1. サイレント・ジョー（T・ジェファーソン・パーカー）
2. 第四の扉（ポール・アルテ）
3. 飛蝗の農場（ジェレミー・ドロンフィールド）
4. 家蠅とカナリア（ヘレン・マクロイ）
5. 壜の中の手記（ジェラルド・カーシュ）
6. さらば、愛しき鉤爪（エリック・ガルシア）
7. レイトン･コートの謎（アントニイ・バークリー）
8. わが名はレッド（シェイマス・スミス）
9. 神学校の死（P・D・ジェイムズ）
10. 著者略歴（ジョン・コラピント）

#### 2003年
2003年12月25日号掲載、対象期間：2002年11月16日 - 2003年11月15日、回答数 国内180 海外150
国内部門
1. クライマーズ・ハイ（横山秀夫）
2. 葉桜の季節に君を想うということ（歌野晶午）
3. グロテスク（桐野夏生）
4. 重力ピエロ（伊坂幸太郎）
5. 終戦のローレライ（福井晴敏）
6. 第三の時効（横山秀夫）
7. 翳りゆく夏（赤井三尋）
8. ZOO（乙一）
9. 陰摩羅鬼の瑕（京極夏彦）
10. 被告A（折原一）

海外部門
1. 半身（サラ・ウォーターズ）
2. 捕虜収容所の死（マイケル・ギルバート）
3. ボストン、沈黙の街（ウィリアム・ランディ）
4. 魔女は夜ささやく（ロバート・R・マキャモン）
5. 石の猿（ジェフリー・ディーヴァー）
6. 鉤（ドナルド・E・ウェストレイク）
7. 歌うダイアモンド（ヘレン・マクロイ）
8. 闇に問いかける男（トマス・H・クック）
9. サイレント・ゲーム（リチャード・ノース・パタースン）
10. ヨットクラブ（デイヴィッド・イーリイ）

#### 2004年
2004年12月23日号掲載、対象期間：2003年11月16日 - 2004年11月15日、回答数 国内161 海外133
国内部門
1. 犯人に告ぐ（雫井脩介）
2. 生首に聞いてみろ（法月綸太郎）
3. 暗黒館の殺人（綾辻行人）
4. アヒルと鴨のコインロッカー（伊坂幸太郎）
5. チルドレン（伊坂幸太郎）
6. 残虐記（桐野夏生）
7. 幻夜（東野圭吾）
8. THE WRONG GOODBYE ロング・グッドバイ（矢作俊彦）
9. 修善寺・紅葉の誘拐ライン（若桜木虔）
10. 紅楼夢の殺人（芦辺拓）

海外部門
1. ダ・ヴィンチ・コード（ダン・ブラウン）
2. 荊の城（サラ・ウォーターズ）
3. 魔術師（イリュージョニスト）（ジェフリー・ディーヴァー）
4. 犬は勘定に入れません―あるいは、消えたヴィクトリア朝花瓶の謎（コニー・ウィリス）
5. 奇術師（クリストファー・プリースト）
誰でもない男の裁判（A・H・Z・カー）
6. 蛇の影（ミネット・ウォルターズ）
7. ダンテ・クラブ（マシュー・パール）
8. イデアの洞窟（ホセ・カルロス・ソモサ）
9. 赤い霧（ポール・アルテ）

#### 2005年
2005年12月29日号掲載、対象期間：2004年11月16日 - 2005年11月15日、回答数 国内190 海外145
国内部門
1. 容疑者Xの献身（東野圭吾）
2. 天使のナイフ（薬丸岳）
3. 震度0（横山秀夫）
4. 死神の精度（伊坂幸太郎）
5. 扉は閉ざされたまま（石持浅海）
6. 信長の棺（加藤廣）
7. シリウスの道（藤原伊織）
8. 魔王（伊坂幸太郎）
9. ニッポン硬貨の謎 エラリー・クイーン最後の事件（北村薫）
10. 摩天楼の怪人（島田荘司）

海外部門
1. 暗く聖なる夜（マイクル・コナリー）
2. クライム・マシン（ジャック・リッチー）
3. 輝く断片（シオドア・スタージョン）
4. サルバドールの復活（ジェレミー・ドロンフィールド）
5. 獣たちの庭園（ジェフリー・ディーヴァー）
6. 百番目の男（ジャック・カーリイ）
7. デセプション・ポイント（ダン・ブラウン）
8. ジーヴズの事件簿（P・G・ウッドハウス）
9. 最後の一壜（スタンリィ・エリン）
10. 蜘蛛の巣のなかへ（トマス・H・クック）

#### 2006年
2006年12月14日号掲載、対象期間：2005年11月16日 - 2006年10月31日、回答数 国内177 海外138
国内部門
1. 名もなき毒（宮部みゆき）
2. 狼花 新宿鮫IX（[[[大沢在昌]]）
3. チーム・バチスタの栄光（海堂尊）
4. 赤い指（東野圭吾）
5. 一応の推定（広川純）
乱鴉の島（有栖川有栖）
6. 独白するユニバーサル横メルカトル（平山夢明）
7. 邪魅の雫（京極夏彦）
8. Op.ローズダスト（福井晴敏）
9. シャドウ（道尾秀介）

海外部門
1. あなたに不利な証拠として（ローリー・リン・ドラモンド）
2. 風の影（カルロス・ルイス・サフォン）
3. 数学的にありえない（アダム・ファウアー）
4. 12番目のカード（ジェフリー・ディーヴァー）
5. 10ドルだって大金だ（ジャック・リッチー）
6. 緋色の迷宮（トマス・H・クック）
7. 奇術師の密室（リチャード・マシスン）
8. クリスマス・プレゼント（ジェフリー・ディーヴァー）
9. わたしを離さないで（カズオ・イシグロ）
10. 荒ぶる血（ジェイムズ・カルロス・ブレイク）

#### 2007年
2007年12月20日号掲載、対象期間：2006年11月1日 - 2007年10月31日、回答数 国内169 海外126
国内部門
1. 女王国の城（有栖川有栖）
2. 楽園（宮部みゆき）
3. 警官の血（佐々木譲）
4. 赤朽葉家の伝説（桜庭一樹）
5. サクリファイス（近藤史恵）
首無の如き祟るもの（三津田信三）
6. インシテミル（米澤穂信）
7. 悪人（吉田修一）
8. 果断 隠蔽操作2（今野敏）
9. 密室キングダム（柄刀一）

海外部門
1. ウォッチメイカー（ジェフリー・ディーヴァー）
2. 復讐はお好き?（カール・ハイアセン）
3. 石のささやき（トマス・H・クック）
4. 双生児（クリストファー・プリースト）
5. TOKYO YEAR ZERO（デイヴィッド・ピース）
6. 大鴉の啼く冬（アン・クリーヴス）
7. 夜愁（サラ・ウォーターズ）
8. 終決者たち（マイクル・コナリー）
9. ハリウッド警察25時（ジョゼフ・ウォンボー）
ロング・グッドバイ（レイモンド・チャンドラー）

#### 2008年
2008年12月11日号掲載、対象期間：2007年11月1日 - 2008年10月31日、回答数 国内167 海外133
国内部門
1. 告白（湊かなえ）
2. ゴールデンスランバー（伊坂幸太郎）
3. ジョーカー・ゲーム（柳広司）
4. ラットマン（道尾秀介）
5. 聖女の救済（東野圭吾）
6. 完全恋愛（牧薩次）
7. 山魔の如き嗤うもの（三津田信三）
8. 黒百合（多島斗志之）
9. 新世界より（貴志祐介）
10. カラスの親指（道尾秀介）

海外部門
1. フロスト気質（R・D・ウィングフィールド）
2. チャイルド44（トム・ロブ・スミス）
3. スリーピング・ドール（ジェフリー・ディーヴァー）
4. 20世紀の幽霊たち（ジョー・ヒル）
5. 運命の日（デニス・ルヘイン）
6. 冬そして夜（S・J・ローザン）
7. ザ・ロード（コーマック・マッカーシー）
8. ウォリス家の殺人（D.M.ディヴァイン）
9. 深海のYrr（フランク・シェッツィング）
10. 狂犬は眠らない（ジェイムズ・グレイディ）

#### 2009年
2009年12月10日号掲載、対象期間：2008年11月1日 - 2009年10月31日、回答数 国内175 海外146
国内部門
1. 新参者（東野圭吾）
2. ダブル・ジョーカー（柳広司）
3. 鷺と雪（北村薫）
4. Another（綾辻行人）
5. 追想五断章（米澤穂信）
6. 無理（奥田英朗）
7. 粘膜蜥蜴（飴村行）
8. オリンピックの身代金（奥田英朗）
龍神の雨（道尾秀介）
9. 同期（今野敏）

海外部門
1. ミレニアム（スティーグ・ラーソン）
2. 犬の力（ドン・ウィンズロウ）
3. ソウル・コレクター（ジェフリー・ディーヴァー）
4. グラーグ57（トム・ロブ・スミス）
5. ユダヤ警官同盟（マイケル・シェイボン）
6. 川は静かに流れ（ジョン・ハート）
7. 悪霊の島（スティーヴン・キング）
災厄の紳士（D.M.ディヴァイン）
8. リンカーン弁護士（マイクル・コナリー）
9. バッド・モンキーズ（マット・ラフ）

### 2010年代

#### 2010年
2010年12月9日号掲載、対象期間：2009年11月1日 - 2010年10月31日、回答数 国内196 海外167
国内部門
1. 悪の教典（貴志祐介）
2. 叫びと祈り（梓崎優）
3. マリアビートル（伊坂幸太郎）
4. 隻眼の少女（麻耶雄嵩）
5. シューマンの指（奥泉光）
6. 写楽 閉じた国の幻（島田荘司）
7. 小暮写眞館（宮部みゆき）
8. 綺想宮殺人事件（芦辺拓）
9. 死ねばいいのに（京極夏彦）
10. 謎解きはディナーのあとで（東川篤哉）

海外部門
1. ラスト・チャイルド（ジョン・ハート）
2. ファージング I（英雄たちの朝）・II・III（ジョー・ウォルトン）
3. ロードサイド・クロス（ジェフリー・ディーヴァー）
4. 愛おしい骨（キャロル・オコンネル）
5. 音もなく少女は（ボストン・テラン）
6. 沼地の記憶（トマス・H・クック）
7. エアーズ家の没落（サラ・ウォーターズ）
8. ノンストップ!（サイモン・カーニック）
9. フランキー・マシーンの冬（ドン・ウィンズロウ）
10. 卵をめぐる祖父の戦争（デイヴィッド・ベニオフ）

#### 2011年
2011年12月8日号掲載、対象期間：2010年11月1日 - 2011年10月31日、回答数 国内196 海外169
国内部門
1. ジェノサイド（高野和明）
2. 折れた竜骨（米澤穂信）
3. 開かせていただき光栄です（皆川博子）
4. マスカレード・ホテル（東野圭吾）
5. 絆回廊 新宿鮫X（大沢在昌）
6. ユリゴコロ（沼田まほかる）
7. 麒麟の翼（東野圭吾）
8. メルカトルかく語りき（麻耶雄嵩）
9. 真夏の方程式（東野圭吾）
10. 転迷 隠蔽捜査4（今野敏）

海外部門
1. 二流小説家（デイヴィッド・ゴードン）
2. 犯罪（フェルディナント・フォン・シーラッハ）
3. エージェント6（トム・ロブ・スミス）
4. 007 白紙委任状（ジェフリー・ディーヴァー）
5. ブラッド・ブラザー（ジャック・カーリイ）
6. 背後の足音（ヘニング・マンケル）
7. サトリ（ドン・ウィンズロウ）
8. 忘れられた花園（ケイト・モートン）
9. 探偵術マニュアル（ジェデダイア・ベリー）
10. アンダー・ザ・ドーム（スティーヴン・キング）

#### 2012年
2012年12月13日号掲載、対象期間：2011年11月1日 - 2012年10月31日
国内部門
1. 64（ロクヨン）（横山秀夫）
2. ソロモンの偽証（宮部みゆき）
3. カラマーゾフの妹（高野史緒）
4. 屍者の帝国（伊藤計劃・円城塔）
5. キングを探せ（法月綸太郎）
6. 楽園のカンヴァス（原田マハ）
7. 奇面館の殺人（綾辻行人）
8. 禁断の魔術 ガリレオ8（東野圭吾）
9. 機龍警察 暗黒市場（月村了衛）
10. 幽女の如き怨むもの（三津田信三）

海外部門
1. 解錠師（スティーヴ・ハミルトン）
2. 湿地（アーナルデュル・インドリダソン）
3. 無罪（スコット・トゥロー）
4. バーニング・ワイヤー（ジェフリー・ディーヴァー）
5. 占領都市 TOKYO YEAR ZERO 2（デイヴィッド・ピース）
6. ルパン 最後の恋（モーリス・ルブラン）
7. 都市と都市（チャイナ・ミエヴィル）
8. 追撃の森（ジェフリー・ディーヴァー）
9. 罪悪（フェルディナント・フォン・シーラッハ）
10. 天使のゲーム（カルロス・ルイス・サフォン）

#### 2013年
2013年12月12日号掲載、対象期間：2012年11月1日 - 2013年10月31日
国内部門
1. 教場（長岡弘樹）
2. 祈りの幕が下りる時（東野圭吾)
3. ノックス・マシン（法月綸太郎）
4. 検察側の罪人（雫井脩介）
5. 死神の浮力（伊坂幸太郎）
6. 冷血（高村薫）
7. リバーサイド・チルドレン（梓崎優）
8. 去年の冬、きみと別れ（中村文則）
9. 代官山コールドケース（佐々木譲）
10. 夢幻花（東野圭吾）

海外部門
1. 11/22/63（スティーヴン・キング）
2. 緑衣の女（アーナルデュル・インドリダソン）
3. 遮断地区（ミネット・ウォルターズ）
4. コリーニ事件（フェルディナント・フォン・シーラッハ）
5. ポーカー・レッスン（ジェフリー・ディーヴァー）
6. 冬のフロスト（R・D・ウィングフィールド）
7. 夜に生きる（デニス・ルヘイン）
8. イン・ザ・ブラッド（ジャック・カーリイ）
9. HHhH プラハ、1942年（ローラン・ビネ）
10. シスターズ・ブラザーズ（パトリック・デウィット）

#### 2014年
2014年12月11日号掲載、対象期間：2013年11月1日 - 2014年10月31日
国内部門
1. 満願（米澤穂信）
2. 闇に香る嘘（下村敦史)
3. さよなら神様（麻耶雄嵩）
4. 小さな異邦人（連城三紀彦）
5. 虚ろな十字架（東野圭吾）
6. 絶叫（葉真中顕）
7. 後妻業（黒川博行）
8. 怒り（吉田修一）
9. オービタル・クラウド（藤井太洋）
機龍警察 未亡旅団（月村了衛）

海外部門
1. その女アレックス（ピエール・ルメートル）
2. 秘密（ケイト・モートン）
3. ゴーストマン 時限紙幣（ロジャー・ホッブズ）
4. ハリー・クバート事件（ジョエル・ディケール（英語版、ドイツ語版））
5. もう年はとれない（ダニエル・フリードマン）
6. 養鶏場の殺人/火口箱（ミネット・ウォルターズ）
7. 逃げる幻（ヘレン・マクロイ）
ピルグリム (1・2・3)（テリー・ヘイズ）
8. ジャック・リッチーのあの手この手（ジャック・リッチー）
地上最後の刑事（ベン・H・ウィンタース（英語版））

#### 2015年
2015年12月10日号掲載、対象期間：2014年11月1日 - 2015年10月31日
国内部門
1. 王とサーカス（米澤穂信）
2. 流（東山彰良)
3. 戦場のコックたち（深緑野分）
4. ミステリー・アリーナ（深水黎一郎）
5. 鍵の掛かった男（有栖川有栖）
6. 片桐大三郎とXYZの悲劇（倉知淳）
7. 新しい十五匹のネズミのフライ ジョン・H・ワトソンの冒険（島田荘司）
8. 鳩の撃退法 上下（佐藤正午）
9. キャプテンサンダーボルト（阿部和重・伊坂幸太郎）
10. オルゴーリェンヌ（北山猛邦）
さよならの手口（若竹七海）

海外部門
1. 悲しみのイレーヌ（ピエール・ルメートル）
2. スキン・コレクター（ジェフリー・ディーヴァー）
3. ありふれた祈り（ウィリアム・ケント・クルーガー）
4. 声（アーナルデュル・インドリダソン）
5. 偽りの楽園【上・下】（トム・ロブ・スミス）
6. エンジェルメイカー（ニック・ハーカウェイ）
7. もう過去はいらない（ダニエル・フリードマン）
8. 悪魔の羽根（ミネット・ウォルターズ）
9. ゲルマニア（ハラルト・ギルバース）
10. 禁忌（フェルディナント・フォン・シーラッハ）

#### 2016年
2016年12月10日号掲載、対象期間：2015年11月1日 - 2016年10月31日
国内部門
1. 罪の声（塩田武士）
2. 真実の10メートル手前（米澤穂信）
3. 涙香迷宮（竹本健治）
4. 希望荘（宮部みゆき）
5. ジェリーフィッシュは凍らない（市川憂人）
6. 暗幕のゲルニカ（原田マハ）
7. 許されようとは思いません（芦沢央）
8. 屋上の道化たち（島田荘司）
9. 望み（雫井脩介）
10. 聖女の毒杯 その可能性はすでに考えた（井上真偽）

海外部門
1. 傷だらけのカミーユ（ピエール・ルメートル）
2. 熊と踊れ（アンデシュ・ルースルンド, ステファン・トゥンベリ）
3. ミスター・メルセデス（スティーヴン・キング）
4. ザ・カルテル（ドン・ウィンズロウ）
5. 拾った女（チャールズ・ウィルフォード）
6. 煽動者（ジェフリー・ディーヴァー）
7. 転落の街（マイクル・コナリー）
8. 黄昏の彼女たち（サラ・ウォーターズ）
9. 宇宙探偵マグナス・リドルフ（ジャック・ヴァンス）
その雪と血を（ジョー・ネスボ）

#### 2017年
2017年12月14日号掲載、対象期間：2016年11月1日 - 2017年10月31日
国内部門
1. 屍人荘の殺人（今村昌弘）
2. 盤上の向日葵（柚月裕子）
3. ホワイトラビット（伊坂幸太郎）
4. 狩人の悪夢（有栖川有栖）
機龍警察 狼眼殺手（月村了衛）
5. 教場0 刑事指導官・風間公親（長岡弘樹）
6. AX アックス（伊坂幸太郎）
7. いまさら翼といわれても（米澤穂信）
8. この世の春（宮部みゆき）
9. かがみの孤城（辻村深月）
ミステリークロック（貴志祐介）

海外部門
1. 13・67（陳浩基）
2. フロスト始末（R・D・ウィングフィールド）
3. 湖畔荘（ケイン・モートン）
4. 東の果て、夜へ（ビル・ビバリー）
5. その犬の歩むところ（ボストン・テラン）
6. 晩夏の墜落（ノア・ホーリー）
7. 湖の男（アーナルデュル・インドリダソン）
8. コードネーム・ヴェリティ（エリザベス・ウェイン）
9. 紙片は告発する（D・M・ディヴァイン）
10. シンパサイザー（ヴィエト・タン・ウェイン）

#### 2018年
国内部門
1. 沈黙のパレード（東野圭吾）
2. それまでの明日（原尞）
3. ベルリンは晴れているか（深緑野分）
4. 雪の階（奥泉光）
5. 火のないところに煙は（芦沢央）
6. 錆びた滑車（若竹七海）
7. 宝島（真藤順丈）
8. 碆霊の如き祀るもの（三津田信三）
9. 凍てつく太陽（葉真中顕）
10. 凶犬の眼（柚月裕子）

海外部門
1. カササギ殺人事件（アンソニー・ホロヴィッツ）
2. そしてミランダを殺す（ピーター・スワンソン）
3. 乗客ナンバー23の消失（セバスチャン・フィツェック）
4. IQ（ジョー・イデ）
5. 監禁面接（ピエール・ルメートル）
6. 元年春之祭（陸秋槎）
7. 数字を一つ思い浮かべろ（ジョン・ヴァードン）
8. あやかしの裏通り（ポール・アルテ）
9. 許されざる者（レイフ・GW・ペーション）
10. ブラック・スクリーム（ジェフリー・ディーヴァー）

#### 2019年
国内部門
1. ノースライト（横山秀夫）
2. 罪の轍（奥田英朗）
3. 魔眼の匣の殺人（今村昌弘）
4. Iの悲劇（米澤穂信）
5. medium 霊媒探偵城塚翡翠（相沢沙呼）
6. いけない（道尾秀介）
7. むかしむかしあるところに、死体がありました。（青柳碧人）
8. 我らが少女A（髙村薫）
9. 希望の糸（東野圭吾）
10. 刀と傘 明治京洛推理帖（伊吹亜門）

海外部門
1. メインテーマは殺人（アンソニー・ホロヴィッツ）
2. イヴリン嬢は七回殺される（スチュアート・タートン）
3. ケイトが恐れるすべて（ピーター・スワンソン）
4. 三体（劉慈欣）
5. ザ・ボーダー（ドン・ウィンズロウ）
6. 刑罰（フェルディナント・フォン・シーラッハ）
7. ディオゲネス変奏曲（陳浩基）
8. 我が母なるロージー（ピエール・ルメートル）
9. 黄（雷鈞）
10. カッティング・エッジ（ジェフリー・ディーヴァー）

### 2020年代

#### 2020年
2020年12月10日号掲載
国内部門
1. たかが殺人じゃないか 昭和24年の推理小説（辻真先）
2. 透明人間は密室に潜む（阿津川辰海）
3. 楽園とは探偵の不在なり（斜線堂有紀）
4. 法廷遊戯（五十嵐律人）
5. 汚れた手をそこで拭かない（芦沢央）
6. 死神の棋譜（奥泉光）
7. Another2001（綾辻行人）
8. ワトソン力（大山誠一郎）
9. 暴虎の牙（柚月裕子）
10. 蟬かえる（櫻田智也）

海外部門
1. その裁きは死（アンソニー・ホロヴィッツ）
2. ザリガニの鳴くところ（ディーリア・オーエンズ）
3. あの本は読まれているか（ラーラ・プレスコット）
4. 指差す標識の事例 上・下（イーアン・ペアーズ）
5. 網内人（陳浩基）
6. ネヴァー・ゲーム（ジェフリー・ディーヴァー）
7. 死亡通知書 暗黒者（周浩暉）
8. ストーンサークルの殺人（M・W・クレイヴン）
9. 発火点（C・J・ボックス）
10. 言語の七番目の機能（ローラン・ビネ）

#### 2021年
2021年12月2日号掲載
国内部門
1. 黒牢城（米澤穂信）
2. テスカトリポカ（佐藤究）
3. 兇人邸の殺人（今村昌弘）
4. 硝子の塔の殺人（知念実希人）
5. 白鳥とコウモリ（東野圭吾）
6. 六人の嘘つきな大学生（浅倉秋成）
7. 機龍警察 白骨街道（月村了衛）
8. 蒼海館の殺人（阿津川辰海）
9. 琥珀の夏（辻村深月）
10. おれたちの歌をうたえ（呉勝浩）
忌名の如き贄るもの（三津田信三）

海外部門
1. ヨルガオ殺人事件（アンソニー・ホロヴィッツ）
2. 自由研究には向かない殺人（ホリー・ジャクソン）
3. 見知らぬ人（エリー・グリフィス）
4. 木曜殺人クラブ（リチャード・オスマン）
5. 父を撃った12の銃弾（ハンナ・ティンティ）
6. オクトーバー・リスト（ジェフリー・ディーヴァー）
7. 第八の探偵（アレックス・パヴェージ）
8. TOKYO REDUX 下山迷宮（デイヴィッド・ピース）
9. 台北プライベートアイ（紀蔚然）
10. スリープウォーカー（ジョセフ・ノックス）
僕が死んだあの森（ピエール・ルメートル）

#### 2022年
2022年12月8日号掲載
国内部門
1. 方舟（夕木春央）
2. 名探偵のいけにえ 人民教会殺人事件（白井智之）
3. ＃真相をお話しします（結城真一郎）
4. 爆弾（呉勝浩）
5. 此の世の果ての殺人（荒木あかね）
6. リバー（奥田英朗）
7. 同志少女よ、敵を撃て（逢坂冬馬）
8. 捜査線上の夕映え（有栖川有栖）
9. 俺ではない炎上（浅倉秋成）
10. 馬鹿みたいな話！ 昭和36年のミステリ（辻真先）

海外部門
1. われら闇より天を見る（クリス・ウィタカー）
2. 殺しへのライン（アンソニー・ホロヴィッツ）
3. 優等生は探偵に向かない（ホリー・ジャクソン）
4. キュレーターの殺人（M・W・クレイヴン）
5. ポピーのためにできること（ジャニス・ハレット）
6. 名探偵と海の悪魔（スチュアート・タートン）
7. 異常【アノマリー】（エルヴェ・ル・テリエ）
8. 真夜中の密室（ジェフリー・ディーヴァー）
9. ロンドン・アイの謎（シヴォーン・ダウド）
10. 窓辺の愛書家（エリー・グリフィス）

#### 2023年
2023年12月14日号掲載
国内部門
1. 可燃物（米澤穂信）
2. あなたが誰かを殺した（東野圭吾）
3. 鵼の碑（京極夏彦）
4. エレファントヘッド（白井智之）
5. アリアドネの声（井上真偽）
6. 十戒（夕木春央）
7. 存在のすべてを（塩田武士）
8. 木挽町のあだ討ち（永井紗耶子）
9. 世界でいちばん透きとおった物語（杉井光）
10. でぃすぺる（今村昌弘）

海外部門
1. 卒業生には向かない真実（ホリー・ジャクソン）
2. ナイフをひねれば（アンソニー・ホロヴィッツ）
3. トゥルー・クライム・ストーリー（ジョセフ・ノックス）
4. 頬に哀しみを刻め（S・A・コスビー）
5. 処刑台広場の女（マーティン・エドワーズ）
6. 8つの完璧な殺人（ピーター・スワンソン）
7. 愚者の街（ロス・トーマス）
8. 恐るべき太陽（ミシェル・ビュッシ）
9. 異能機関（スティーヴン・キング）
10. 厳冬之棺（孫沁文）

#### 2024年
2024年12月12日号掲載
国内部門
1. 地雷グリコ（青崎有吾）
2. 冬期限定ボンボンショコラ事件（米澤穂信）
3. 禁忌の子（山口未桜）
4. 檜垣澤家の炎上（永嶋恵美）
5. 法廷占拠 爆弾2（呉勝浩）
6. ぼくは化け物きみは怪物（白井智之）
7. 明智恭介の奔走（今村昌弘）
8. 乱歩殺人事件――「悪霊」ふたたび（芦辺拓）
9. 少女には向かない完全犯罪（方丈貴恵）
10. シャーロック・ホームズの凱旋（森見登美彦）
日本扇の謎（有栖川有栖）

海外部門
1. 死はすぐそばに（アンソニー・ホロヴィッツ）
2. ビリー・サマーズ（スティーヴン・キング）
3. 両京十五日（馬伯庸）
4. ボタニストの殺人（M・W・クレイヴン）
5. すべての罪は血を流す（S・A・コスビー）
6. ウナギの罠（ヤーン・エクストレム）
7. 喪服の似合う少女（陸秋槎）
8. ぼくの家族はみんな誰かを殺してる（ベンジャミン・スティーヴンソン）
9. エイレングラフ弁護士の事件簿（ローレンス・ブロック）
10. 邪悪なる大蛇（ピエール・ルメートル）

## 20世紀傑作ミステリーベスト10
2001年1月4・11日号掲載、対象期間：1977年 - 2000年（24年間）、回答数161
国内部門
1. 大誘拐（天藤真）
2. 火車（宮部みゆき）
3. マークスの山（髙村薫）
4. 占星術殺人事件（島田荘司）
5. レディ・ジョーカー（高村薫）
6. 魍魎の匣（京極夏彦）
7. 理由（宮部みゆき）
8. 事件（大岡昇平）
写楽殺人事件（高橋克彦）
9. 永遠の仔（天童荒太）
10. 百舌の叫ぶ夜（逢坂剛）
戻り川心中（連城三紀彦）
11. 毒猿 新宿鮫II（大沢在昌）
12. 猿丸幻視行（井沢元彦）
新宿鮫（大沢在昌）
不夜城（馳星周）
私が殺した少女（原尞）
13. OUT（桐野夏生）
14. 双頭の悪魔（有栖川有栖）
テロリストのパラソル（藤原伊織）

海外部門
1. 羊たちの沈黙（トマス・ハリス）
2. 薔薇の名前（ウンベルト・エーコ）
3. シャドー81（ルシアン・ネイハム）
4. 推定無罪（スコット・トゥロー）
5. 検屍官（パトリシア・コーンウェル）
6. 百万ドルをとり返せ!（ジェフリー・アーチャー）
7. 警察署長（スチュアート・ウッズ）
8. クリスマスのフロスト（R・D・ウィングフィールド）
9. 死の蔵書（ジョン・ダニング）
10. 呪われた町（スティーヴン・キング）
11. レッド・オクトーバーを追え（トム・クランシー）
12. 少年時代（ロバート・R・マキャモン）
ロウフィールド館の惨劇（ルース・レンデル）
13. ミザリー（スティーヴン・キング）
14. ホッグ連続殺人（ウィリアム・L・デアンドリア）
15. 八百万の死にざま（ローレンス・ブロック）
16. 極大射程（スティーヴン・ハンター）
17. LAコンフィデンシャル（ジェイムズ・エルロイ）
フリッカー、あるいは映画の魔（セオドア・ローザック）
18. IT（スティーヴン・キング）

## 関連書籍
- 東西ミステリーベスト100 （文藝春秋編、文春文庫、1986年12月）
- 東西ミステリーベスト100 （文藝春秋編、文春文庫、2013年11月）※改訂版
- 週刊文春傑作ミステリー・ベスト10 ―最強の300冊― （週刊文春編集部編、文藝春秋、1996年9月）
- 傑作ミステリーベスト10 20世紀総集完全保存版 （週刊文春編集部編、文春文庫PLUS、2001年5月）